# Тайттірія-упанішада
«Тайттірія-упанішада» (Taittirīya Upaniṣad IAST) - санскритський ведичний текст. Одна з одинадцяти упанішад канону мукха, до якого належать найстародавніші упанішади, прокоментовані Шанкарою. Належить до Тайттірія-шакхи «Яджур-веди» і є сьомою, восьмою і дев'ятою главою «Тайттірія-араньяки». Десятий розділ тієї ж Араньяки - це «Маханараяна-упанішада». У списку муктіка з 108 Упанішад, «Тайттірія-упанішада» стоїть на сьомому місці. 
У «Тайттірія-Упанішаді» описуються різні рівні щастя, пережиті живими істотами у Всесвіті.  Упанішада розділена на три розділи, абоВаллі: Шикша-Валлі, Брахмананда-Валлі і Бхрігу-Валлі. Кожен Валлі в свою чергу ділиться на ануваки, або вірші. 